# 真夏の少年〜19452020
『真夏の少年〜19452020』（まなつのしょうねん イチキュウヨンゴニイゼロニイゼロ）は、2020年7月31日から9月18日までテレビ朝日系「金曜ナイトドラマ」枠で放送されたテレビドラマ。美 少年のメンバー（岩﨑大昇、佐藤龍我、那須雄登、浮所飛貴、藤井直樹、金指一世）が主演で、全員でのドラマは初主演である。

## あらすじ
関東にあるベッドタウンである富室町（とみむろちょう）を舞台に、本当の自由は何か、本当の幸せとは何かをテーマにした、現代の高校生たちとタイムスリップしてきた軍人が織りなすひと夏の成長物語。

## キャスト

### 主要人物
風間 竜二（かざま りゅうじ）
演 - 岩﨑大昇（美 少年）
見た目はヤンキーなのに中身が残念なことから、「見掛け倒しトリオ」と呼ばれている3人組のうちの一人。リーゼント頭とサングラスが特徴。会話の合間によくだじゃれを挟む。
関東近郊にある富室町に住む高校2年生。
表向きにはシングルマザーの母親に反抗はしているものの、実は大変な母親思い。また、悟（後述）や篤（後述）などの仲間のことも大切にする。
瀬名 悟（せな さとる）
演 - 佐藤龍我（美 少年）
竜二、篤（後述）とともに「見掛け倒しトリオ」と呼ばれる一人。
ライオンの鬣のような金髪が特徴。
両親と兄の4人家族。　
何不自由のない幸せな家庭に住んでいながら、どこか物足りなさを感じていて、平凡な幸せのありがたさに気が付いていない。
財前（後述）が自殺未遂を起こしたきっかげが彼のカツアゲだったということにされてしまい、無期停学の処分を受けてしまうが、実際はジュース代の150円を借りていただけである。自身の濡れ衣を晴らすために、「見掛け倒しトリオ」の仲間や道史（後述）と共に財前の自殺未遂の真相を追う。
柴山 道史（しばやま みちふみ）
演 - 那須雄登（美 少年）
竜二たちの同級生で生徒会長。眼鏡が特徴。絵にかいたような優等生で、成績も優秀。母親の奈津子から過度な期待をかけられており、正直息が詰まりそうな日常を送っていたが、ある日覚悟を決めて家出を決意する。その頭脳を駆使して、悟の無実を晴らすために財前の自殺未遂の真相解明に協力する。
春日 篤（かすが あつし）
演 - 浮所飛貴（美 少年）
竜二、悟と共に「見掛け倒しトリオ」の一人。茶髪が特徴。クールで口数は少ない。転校前の高校は超進学校であり、成績も優秀だったが、留年ギリギリのクラスメイトにカンニングを無理矢理手伝わされていたところを教師に見つかってしまう。自分の言い分を全く聞かない大人を信用できなくなり、2年生のクラス替えを期に富室高校に転校することになる。なお、上記の事実を竜二たちには言えずにいる。実の母親は病気で他界しており、父親の再婚相手は妊娠している。
山田 明彦（やまだ あきひこ）
演 - 藤井直樹（美 少年）
竜二たちの同級生で和彦（後述）の双子の兄。母は、次期町長候補ともいわれている山田ゲルハルト節子。私服は緑色のものを着ることが多い。竜二たち見掛け倒しトリオの秘密基地の隠し部屋を彼らが来る前から利用している。自然科学オタクで、理系の天才。三平が現代に来た方法を数式で示そうと試みている。家が金持ちだという理由だけでいじめられていた。
山田 和彦（やまだ かずひこ）
演 - 金指一世（美 少年）
竜二たちの同級生で明彦の双子の弟。私服はピンク色のものを着ることが多い。兄の明彦とともに竜二たちの秘密基地の隠し部屋を彼らが来る前から利用していた。漫画オタクで、三平とは馬が合い、会話をする機会も多い。三平に漫画の師匠になってほしいと頼む。

### 竜二と悟たちの同級生（女子）
牟呂 由真（むろ ゆま）
演 - 今泉佑唯
「アザカワ」ブームで話題になる女子。
父はロンドンに暮らしており、海外留学推薦枠でロンドン行きを目指している。
三浦 恵子（みうら けいこ）
演 - 加藤菜津
野崎 朝美（のざき あさみ）
演 - 菊地姫奈
藤井 日向（ふじい ひなた）
演 - 佐藤綾香
市川 唯香（いちかわ ゆいか）
演 - 高野渚
伊藤 沙織（いとう さおり）
演 - 日比美思
天才ミュージシャン。中学生のころは内気な性格だったが、サクラと出会って、音楽を彼女から教えてもらったことで人生の転機が訪れる。その後どんどん才能を伸ばし、その才能を見抜いた東村（後述）のプロデュースで本格的に活動を開始する。悟のことが好き。
堀田 未来（ほった みき）
演 - 間島和奏（ラストアイドル）
沙織の親友。
母子家庭で年の離れた4人の妹弟がおり、その面倒をみるとともにアルバイト生活もしている苦労人。そのためか学校ではよく眠っている。詩を作るのが得意。
山名 彩香（やまな あやか）
演 - 松風理咲
篤のことが好きで、篤の家に勝手に入っては身の回りを掃除したり、お弁当を作ってきたりと、篤に猛アタックを次々と仕掛ける。篤が家族と向き合うきっかけを作った。
岩崎 孝子（いわさき たかこ）
演 - 宮部のぞみ
小泉 明菜（こいずみ あきな）
演 - 箭内夢菜
放送部部長。校内外で話題性のある動画を撮影してはネット上に公開しており、その影響力は絶大。
ジャーナリストとして真実を伝えるとは言っているものの、実際のところは再生数目当ての不正確な内容も多い。

### 竜二と悟たちの同級生（男子）
財前 康隆（ざいぜん やすたか）
演 - 林蓮音（Jr.SP / ジャニーズJr.）
飛び降り自殺を図るも、一命を取り留めた謎多き生徒。
瀬名悟のカツアゲがその原因とされているが、悟は単にジュース代の150円を借りただけである。
高橋 仁（たかはし じん）
演 - 松尾龍（Jr.SP / ジャニーズJr.）
放送部員。スクープ狙いに奔走するが、詰めが甘いことが多く、ほとんど失敗してしまうため、小泉には頭が上がらない。

### 富室高等学校の教師
東村 秀太郎（ひがしむら しゅうたろう）
演 - 神保悟志
竜二たちが所属する2年B組の担任で現代文の授業を担当。通称「ガシムラ」。
近藤 誠三（こんどう せいぞう）
演 - 片桐仁
2年生の学年主任で英語の授業を担当。ロンドンに詳しいが、実際に行ったことはない。
綾瀬 サクラ（あやせ サクラ）
演 - 長井短
購買部の店員。スナックの経営も行っている。
伊藤沙織とは古くからの知り合いで、サクラがギターを教えていた。
里中 真智恵（さとなか まちえ）
演 - 皆本麻帆
日本史の授業を担当。
佐山 尚子（さやま なおこ）
演 - 福岡みなみ
養護教諭。

### 竜二と悟たちの関係者
柴山 奈津子（しばやま なつこ）
演 - 水野美紀
道史の母。
良家の令嬢として育ったためプライドが異常に高く、教育熱心。しかし、あまりに過保護に道史を育てたために、それが道史に友達がいなくなる原因となった。
山田 ゲルハルト 節子（やまだ ゲルハルト せつこ）
演 - 長谷川京子
富室高校の理事長であり、明彦と和彦の母。
病院やスーパーマーケットなども経営している町の絶対的権力者で次期町長候補。
瀬名 優（せな ゆう）
演 - 望月歩
瀬名悟の兄。重い病を抱えている。哲学者の名言をよく口にする。頭脳明晰で、財前の飛び降りに関しても悟たちよりも早く財前のある違和感に気が付いた。

### 三平三平と関係者
三平 三平（みひら さんぺい）
演 - 博多華丸
太平洋戦争末期に43歳で招集された、昭和時代の軍人。
大宮島（現在のグアム島）で敵兵から逃げ回っているうちに仲間とはぐれてしまい、ひょんなことから令和時代の日本にタイムスリップする。そこで働くうちに、自由な時代に生きているはずの少年たちが不自由で窮屈な日常を送っているのを目の当たりにする。
苗字と名前が異音同字である経緯は、父親が役所に出生届を提出する際に名前欄に苗字を誤記入したことから。
漫画好きで、タイムスリップする前は同人誌を描いていた。
記録上、大宮島で戦死となっている。
三平 佳代（みひら かよ）
演 - 弘中綾香（テレビ朝日アナウンサー）
三平の妻。
円谷 円（つぶらや まどか） / 三平 円（みひら まどか）
演 - 草村礼子（2020年） / 清水千代果（1945年）
三平の娘。2020年時代では「つぶらさん」（つぶらちゃん）という愛称で呼ばれているため、少年たちは長らく娘であると気づかなかった。
ぜんそくを患っていたが、三平の遺品とともに送り届けられた2020年製造の薬で治癒している。
三平が絵を描いたしおりや前述の薬の瓶を宝物として、今でも大切に持ち歩いている。

### その他
柚木原 健太（ゆずきはら けんた）
演 - 西村元貴
節子の秘書。

## 使用曲
第7話を除く各回において、さまざまな既存の楽曲が使用されている。
「カラオケ」は三平などが劇中で歌唱した楽曲。
| 話数   | オープニング                               | その他BGM | カラオケ                       |
| ------ | ------------------------------------------ | --- | ------------------------------ |
| 第1話  | サーフィン・U.S.A.（ザ・ビーチ・ボーイズ） | ツッパリHigh School Rock'n Roll (登校編)（横浜銀蝿） |                                |
| 第2話  | ビー・マイ・ベイビー（ザ・ロネッツ）       | |                                |
| 第3話  | Da Doo Ron Ron（クリスタルズ）             | | おまえがパラダイス（沢田研二） |
| 第4話  | シュガー・ベイビー・ラヴ（ルベッツ）       | | 街の灯り（堺正章）             |
| 第5話  | サマータイム・ブルース（エディ・コクラン） | Make you happy（NiziU） |                                |
| 第6話  | オブ・ラ・ディ、オブ・ラ・ダ（ビートルズ） | 世情（中島みゆき） |                                |
| 最終話 |                                            | Daddy（コールドプレイ） ツッパリHigh School Rock'n Roll (登校編)（横浜銀蝿） スタンド・バイ・ミー（ジョン・レノン） この世の果てまで（スキータ・デイヴィス） |                                |

## スタッフ
- 脚本 - 樋口卓治、モラル、山本タカ
- 監督 - 及川拓郎、竹園元（テレビ朝日）、小野浩司（MMJ）
- 主題歌 - Kis-My-Ft2「ENDLESS SUMMER」(avex trax)[7]
- メインテーマプロデュース - S.E.N.S. Company
- メインテーマ - 有木竜郎
- 劇中歌 - モラル（作詞[8]）、Miyuu（作詞[9]・作曲[10]）[11]
- ゼネラルプロデューサー - 三輪祐見子（テレビ朝日）
- プロデューサー - 服部宣之（テレビ朝日）、布施等（MMJ）、森一季（MMJ）
- 制作 - テレビ朝日、MMJ

## 放送日程
| 第1話                                                        | 7月31日 | ヤンキーと時空を超えて来た鬼軍曹 奇跡の青春夏物語!?                     | 樋口卓治 | 及川拓郎 |
| 第2話                                                        | 8月07日 | リーゼントの初恋!! アザカワ女子が教師と禁断の恋愛!?                     | 樋口卓治 | 及川拓郎 |
| 第3話                                                        | 8月14日 | モンスター毒母VSマザコンヤンキー!? あなたは家族じゃない!!               | 樋口卓治 | 竹園元   |
| 第4話                                                        | 8月21日 | 飛び降り事件に新事実!? 愛は命を救うのだ!!                               | 樋口卓治 | 小野浩司 |
| 第5話                                                        | 8月28日 | その時ドローンは盗まれた!? 令和のトゲトゲ歌姫はムキテー悟に片思い…      | モラル   | 及川拓郎 |
| 第6話                                                        | 9月04日 | 秘密基地で謎の銃声 三平が逮捕!? 早すぎる別れと夏の終わり…               | 樋口卓治 | 竹園元   |
| 第7話                                                        | 9月11日 | 父と娘…時を超えた75年ぶり感涙の再会!! ヤンキー土下座する!? 放送部の正義 | 山本タカ | 小野浩司 |
| 最終話                                                       | 9月18日 | サヨナラ夏の物語!! 最後の戦い!? 今明かされる真実…涙の別れと贈ることば   | 樋口卓治 | 及川拓郎 |
| （視聴率はビデオリサーチ調べ、関東地区・世帯・リアルタイム） |         |                                                                         |          |          |

- 第5話（8月28日）は『報道ステーション』緊急拡大のため、当初予定より20分繰り下げ（23:35 - 00:35）[1][2]。

## 関連商品

### サウンドトラック
- 「真夏の少年〜19452020」オリジナル・サウンドトラック（S.E.N.S. Company、2020年8月29日配信開始[13][14]）

| 収録曲（タイトル） | 収録曲（タイトル）     |
| ------------------ | ---------------------- |
| 1                  | 真夏の少年             |
| 2                  | 全力疾走               |
| 3                  | 真夏の少年 (Piano Ver) |
| 4                  | 全力疾走 (Piano Ver)   |